# Альона Османова
Альона Османова (нар. 31 березня 1988) — українська модель.

## Кар'єра

### Початок
Османова вперше з'явилася у журналі «V)» у 2006 році і до вересня того ж року дебютувала у різних весняних виставках, таких дизайнерів, як Марк Якобс, Пітер Сом і Віра Ванг у Нью-Йорку. Того ж року, вона показала Prada в Мілан, а в жовтні взяла участь у шоу Miu Miu у Парижі. З грудня 2006 року по січень 2007 року Альона з'явилася в журналах Vogue Кореї і того ж місяця була на шоу Chanel та Givenchy у Парижі, Франція. У лютому Османову сфотографував Xevi Muntane для « Dazed & Confused», і того ж року брала участь у Costello Tagliapietra і Джонатан Saunders в Нью-Йорку та Лондоні.

### 2007
У 2007 році Альона Османова була учасницею шоу John Galliano. У березні 2007 р. Бенджамін Олександр Гусби сфотографував її для російського Vogue. У липні 2007 року Альона була зображена на Harper's Bazaar Sølve Sundsbø, а в серпні того ж року з'явилася в «Vogue» знову в новій колекції Prada. У тому ж році вона була сфотографована Юрген Теллер для журналу Марк Джейкобс, а у вересні була представлена на обкладинці Oprah в одязі Вера Ван і брала участь в шоу Behnaz Sarafpour. У вересні 2007 року вона зробила ще одне шоу, на цей раз це був Yigal Azrouel в Нью-Йорку. У жовтні вона знову з'явилася в «Dazed & Confused», і того ж місяця була представлена в The New York Times.

### 2008—2009
У 2008 році вона замінила Інгуна Бутан, а потім з'явилася в презентації Донна Каран в Нью-Йорку. Вона ходила на подиумі Олександра МакКуїна восени / взимку 2008 року, оскільки шоу було названо: Дівчина, яка жила в дереві. Вона носила вигляд номер 43. У 2008 році Марк Піллай фотографував її для журналу 10, а в січні 2009 року Османова повернувся знову на Харперс Базар і на «Vogue». Протягом того ж місяця вона зробила шоу Christian Lacroix, а потім з'явилася для одягу Lacoste, де Альона була сфотографована Террі Річардсон поруч з Хіні Кан і Таня Дзагилева. У лютому 2009 року вона з'явилася на прогулянках [Proenza Schouler], Віктора та Рольфа та інших виставок, а в березні вона була зображена в журналі Numéro, Phil Poynter . У липні того ж року вона була сфотографована Jean Francois Campos для італійського журналу " Flair і у вересні того ж року з'явилася на Tibi шоу. Пізніше Османова сфотографувалася Натаніел Гольдберг і була представлена в Донна Каран Інтернешнл, а потім вона поставила для Девід Слійпер  Tush .

### 2010— донині
Через чотири роки вона підписала контракт з Ford Models, де вона з'явилася в різних презентаціях. У лютому того ж року вона пропустила Fashion Week і наступного місяця з'явилася на сторінках Dazed & Confused, Elle і Vogue. Пізніше вона переїхала на Ford Plus для плюс-sized model Альона втратила вагу і перейшла назад до редакційного моделювання, підписавши Women Management. У лютому 2013 року вона пройшла шоу Джорджіо Армані. Вона також працює та дружить з такими моделями, як Анабель Белікова, Ірина Куликова, Аліна Циммер, Суві Копон, Евеліна Мамбетова і Віка Куропятнікова.